# Robyn Lawley
Robyn Lawley (ur. 13 czerwca 1989 w Girraween) – australijska modelka.

## Życiorys
Robyn Lawley urodziła się 13 czerwca 1989 roku. Ma dwie starsze siostry. Po raz pierwszy została zauważona przez agencję modelek w wieku 15 lat, ale nie zdecydowała się wówczas na pracę w tej branży. Drugi raz trafiła do modelingu po roku, a już w wieku 18 lat była zmuszona przenieść się do agencji prowadzącej modelki „plus size”, czyli o wymiarach większych niż najbardziej rozpowszechnione.
Jest pierwszą modelką „plus size” prezentowaną w australijskim wydaniu Vogue. Brała udział w sesjach dla Dolly, francuskiego Elle, Marie Claire, Vogue Italia, występowała podczas tygodnia mody w Mediolanie, Nowym Jorku i Sydney i była twarzą marki Calzedonia i Ralph Lauren.